# Relations entre l'Azerbaïdjan et la Syrie
Les relations entre l'Azerbaïdjan et la Syrie sont les relations internationales entre la république d'Azerbaïdjan et la Syrie. Les relations diplomatiques entre les deux pays ont été établies en 1992.

## Relations diplomatiques
Les relations diplomatiques entre la République d'Azerbaïdjan et la République arabe syrienne sont établies le 28 mars 1992.
Le 9 juillet 2009 a lieu la première visite officielle du Président de la République arabe syrienne, Bachar al-Assad, en Azerbaïdjan. Les parties conviennent de fournir 1 à 1,5 milliard de mètres cubes de gaz azerbaïdjanais vers la Syrie,.
Un forum d'affaires conjoint azerbaïdjano-syrien a lieu lors de la visite et aboutit à la signature de 14 documents.

## Coopération économique
En septembre 2009, les deux gouvernements ont signé un accord visant à éliminer la double imposition.
Lors des entretiens entre le ministre de l'industrie et de l'énergie de l'Azerbaïdjan Natig Aliyev et son homologue syrien Sufyan Allau, qui ont eu lieu le 4 mars 2010 dans la capitale syrienne Damas, un mémorandum d'intention est signé pour conclure un accord sur les approvisionnements en gaz. Un protocole a également été signé sur l'échange mutuel d'expériences, la formation de personnel qualifié et la création d'une société commune azerbaïdjano-syrienne.
Le 23 novembre 2010, les parties ont conclu un accord sur les détails techniques de l'achat de gaz naturel pour une durée de 20 ans.
En décembre 2011, l’Azerbaïdjan a commencé à exporter du gaz naturel vers la Syrie via la Turquie et la Géorgie,.
Le gouvernement azerbaïdjanais prévoit d'allouer environ 5 à 10 milliards de dollars pour investir dans l’économie syrienne.
En 2018, il est annoncé que les présidents des entreprises azerbaïdjanaises souhaitaient participer à divers appels d'offres dont l'objectif principal est la reconstruction d'oléoducs et de gazoducs, de routes, etc. sur le territoire syrien.
Les deux pays coopèrent dans de nombreux domaines : l'énergie, les mines, l'agriculture, le tourisme, le commerce, la science, l'éducation, la santé, l'écologie, la construction, etc,.

## Coopération internationale
La Syrie a autrefois soutenu la position de l'Azerbaïdjan sur le conflit du Haut-Karabakh.
Les deux pays sont membres de l’ Organisation de la Conférence islamique (OCI), bien que la Syrie en soit suspendue depuis 2012,. La Syrie et l'Azerbaïdjan coopèrent dans le cadre de plusieurs organisations, comme les Nations unies (ONU), le Mouvement des non-alignés (NAM), etc,.

## Liens culturels
Depuis le XXe siècle, les deux pays coopèrent dans le domaine de l'édition de livres. La société pour l'amitié et les relations culturelles opère à Damas.
Les citoyens azerbaïdjanais ont la possibilité d'obtenir un visa à la frontière avec la Syrie. La durée de validité du visa est de 15 jours.

## Aide humanitaire
Du 7 au 18 décembre 2015, avec le soutien financier de l'Agence internationale de développement de la République d'Azerbaïdjan (AIDA) et l'organisation de l'ambassade de la République d'Azerbaïdjan en Jordanie, une aide humanitaire est distribuée à 400 familles syriennes installées en Jordanie, y compris les produits alimentaires et de santé.